# El silencio de los fusiles
El silencio de los fusiles es una película documental colombiana de 2017 escrita y dirigida por Natalia Orozco. Con participación en importantes eventos como el Festival Internacional de Cine de Cartagena, el Festival Rencontres de Toulouse y el Festival de Lima.
 El documental retrata las negociaciones llevadas a cabo en La Habana entre el gobierno nacional colombiano encabezado por el entonces presidente Juan Manuel Santos y el grupo guerrillero de las FARC, y los inconvenientes que se presentaron en el camino y pusieron en peligro la firma del acuerdo.